# Gran pesta de 1738
La Gran pesta de 1738 va ser un brot de la pesta bubònica entre 1738-1740 que va afectar zones de les modernes nacions de Romania, Hongria, Ucraïna, Sèrbia, Croàcia i Àustria. Tot i que no hi ha una xifra exacta disponible de l'afectació, es calcula que l'epidèmia probablement va matar més de 50.000 persones.
El febrer de 1738, la plaga va colpejar la regió del Banat, havent estat propagada per l'exèrcit imperial.
Segons el registre de població hongarès de 1740, la Gran Pesta es va cobrar 36.000 vides.
El sud-est de Transsilvània va ser la zona més afectada. Durant els vuit anys següents, la pesta va matar una sisena part de la població de Timişoara. El monument a Timişoara de la Santíssima Trinitat a la plaça Unirii està dedicat a les víctimes de la pesta. La pesta tornaria a colpejar la ciutat entre 1762 i 1763.
Altres ciutats de la regió també van ser afectades. Entre octubre de 1737 i abril de 1738, es van notificar 111 morts a Zărneşti, i 70 a Codlea. Més del 10% de la població de Cluj-Napoca va perdre la vida per la pandèmia.
La malaltia es va estendre a l'Adriàtic. Es dirigia cap a l'illa de Brač a la moderna Croàcia.
A l'estiu, la regió sèrbia de Grad Zrenjanin també fou afectada.